# Torbjørn Pedersen
Torbjørn Pedersen, også kendt under dæknavnene Aismal og Tykje, er en norsk black metal-guitarist bedst kendt for at have været medlem af black/avantgarde metal-bandet Ulver fra 1994 til 1996. Han kom med i bandet som guitarist efter Grellmund og A. Reza havde forladt bandet i 1993, og medvirkede på splitalbummet Ulver / Mysticum, debutalbummet Bergtatt - Et Eeventyr i 5 Capitler samt bandets tredje album Nattens madrigal - Aatte hymne til ulven i manden (det mellemliggende album, Kveldssanger, havde kun akustisk guitar som blev spillet af Håvard Jørgensen).
Han forlod bandet i 1996, før udgivelsen af Nattens madrigal.

## Diskografi

### MedUlver
- 1994: Mysticum / Ulver (split med Mysticum)
- 1994: Bergtatt - Et Eeventyr i 5 Capitler
- 1997: Nattens madrigal - Aatte hymne til ulven i manden
- 1997: The Trilogie - Three Journeyes Through the Norwegian Netherworlde (bokssæt)